# Janez K. Lapajne
Janez K. Lapajne, slovenski geofizik in seizmolog, * 11. februar 1937, Celje, Slovenija, † 13. april 2012, Rodica, Domžale, Slovenija.

## Življenjepis
Janez K. Lapajne je bil priznan geofizik. Kot direktor Uprave Republike Slovenije za geofiziko je sredi devetdesetih let dvajsetega stoletja vzpostavil Državno mrežo potresnih opazovalnic. Je glavni avtor temeljne karte potresne nevarnosti Slovenije (karte projektnega pospeška tal za povratno dobo 475 let, ki je izdelana v skladu z zahtevami evropskega predstandarda Eurocode 8 - EC8). Na Univerzi v Ljubljani je diplomiral iz fizike, po magisteriju iz ekonomije na isti univerzi pa je kot prvi Slovenec doktoriral iz geofizike (Vseučilišče v Zagrebu). Opravil je neštete geofizikalne raziskave po Sloveniji in v tujini. Med drugim je lociral vrtino za Donat Mg in najpomembnejše za Terme Čatež. Objavil je številne članke v pomembnih publikacijah doma in na tujem. Je tudi avtor učbenika Osnove geofizike. Bil je član številnih uglednih strokovnih mednarodnih združenj. Po upokojitvi je še vedno objavljal v strokovnih publikacijah in sodeloval v ekspertnih skupinah. Zaslužen je bil tudi za obuditev in uveljavitev pomena dela prvega slovenskega seizmologa Albina Belarja (1864-1939). Pokopan je na domžalskem pokopališču.
Je oče filmskega režiserja Janeza Lapajneta.